# Runes of Magic
Runes of Magic est un jeu de rôle en ligne massivement multijoueur développé par Runewaker Entertainment puis édité par Gameforge Berlin (anciennement Frogster Interactive) sorti en 2009 sur PC uniquement. Une de ses principales caractéristiques est qu'il ne demande pas d'abonnement payant mensuel : le jeu se finance en proposant à l'achat des objets dans une boutique spécialisée. En juin 2011, le jeu rassemble 5 millions de joueurs[réf. nécessaire]. En 2019, le jeu est disponible via la plateforme Steam, et compte moins de 1 million de joueurs.

## Développement
Runes of Magic a été mis en service le 15 décembre 2008. La bêta a duré jusqu'en mars 2009. La première partie est publiée en tant que Chapitre I: Rise of the Demon Lord. Dans le même temps, une boîte a été mise sur le marché qui contient les éléments de jeu spéciaux, y compris un animal de compagnie spécial, et une carte du monde du jeu, Taborea.
Le Chapitre III : The Elder Kingdoms est disponible depuis juin 2010. Il donne la possibilité d'atteindre le niveau 62.
Depuis le 11 août 2010, il est possible de nouer des liens amicaux et/ou familiaux avec les autres joueurs (mariage, professeur, élève...) grâce à l'achat d'un objet auprès d'un PNJ.
Le Chapitre IV : Lands of Despair est disponible depuis le 16 juin 2011. Dans ce chapitre, le niveau maximum est 67. Le patch 4.0.5 "Souls of the Past" (Les âmes du passé) du 22 novembre 2011 permet d'atteindre le niveau 70 et d'accéder à une nouvelle zone : la Baie de Tergothen, accessible depuis les Montagnes Rouges.
Le Chapitre V : Fires of ShadowForge est disponible le 10 juin 2012. Dans ce chapitre, le niveau maximum est 72. Ce chapitre contient plusieurs nouveautés. Après les Humains et les Elfes, les nains sont disponibles avec 2 nouvelles classes en plus pour leur race : champion et sorcier. De nouvelles zones, de nouveaux équipements et objets sont disponibles. Une nouvelle instance difficile apparait : Le cercle éternel.
Le 28 mai 2013, Gameforge annonce que la structure par chapitres est abandonnée, et que les nouveaux contenus seront désormais ajoutés en continu. L'exploitant promet également une communication mieux maîtrisée en direction des joueurs. Promesse qui, fin 2018, n'était toujours pas honorée[réf. nécessaire].

## Système de jeu

### Généralités
Le principe du jeu est semblable à celui de World of Warcraft : création de personnages avec un choix de dix classes : Guerrier, Voleur, Mage, Sentinelle... Un système de quêtes, complété par de l'artisanat, constitue la trame de l'action.
Il existe des serveurs PVE ou PVP.
Il propose aussi un système de triple classes.
Runes of Magic est gratuit à télécharger. Il ne nécessite pas de frais mensuels mais il est possible d'acheter, contre des euros, divers objets en jeu.
Du client, il existe aussi une version commerciale achetable en magasin pour environ 10 euros. Elle inclut un DVD, les fichiers d'installation et un code échangeable contre des objets différents tel qu'un animal spécial.
Depuis avril 2012 Runes of Magic est également disponible en navigateurs web via la technologie Kalydo. Après l'installation d'un plug-in initial le contenu du jeu est téléchargé en arrière-plan pendant que le joueur continue sa partie.
L'opérateur Frogster souligne régulièrement qu'il est désireux de garder le jeu bien équilibré et intéressant pour les joueurs qui ne veulent pas investir dans le magasin d'objets en euros.
Le joueur contrôle son personnage en utilisant un clavier et une souris. Les combats s'effectuent grâce à l'insertion de compétences diverses au bon moment. Les compétences nécessitent toutes une certaine sorte d'énergie : l'énergie en question dépend des classes du personnage. Par exemple un guerrier utilisera la rage, un mage le mana.
Le jeu permet d'interagir avec d'autres personnages. Ainsi le joueur peut échanger, jouer en groupe, faire des guildes...
En tuant des ennemis et en résolvant des quêtes le joueur obtiendra un certain nombre de points d'expérience dans sa classe primaire et montera en niveau, ce qui augmentera ses caractéristiques et débloquera des compétences. Il gagnera aussi des PT (points de talent) qui lui permettront d'augmenter efficacement ses compétences.

### Attributs
La force d'un personnage est déterminée par ses attributs. Les attributs de base sont la force, la dextérité, l'endurance, l'intelligence et la sagesse. Il existe aussi l'attaque physique et magique, la défense magique et physique ainsi que la puissance curative.
Ces valeurs-là dépendent en grande mesure des attributs de base qui les augmentent. 

Tous les attributs peuvent aussi être augmentés grâce aux titres / équipements / familier / bonus (buff). Le niveau du personnage influence également les statistiques/attributs de manière globale.

### Les classes
Actuellement[Quand ?], il existe dix classes dans Runes of Magic. Chaque classe possède des compétences et stats uniques, et peut porter des armes/armures différentes.
GuerrierLe guerrier est un combattant au corps à corps pur, pouvant porter les armures de mailles. Sa rage est l'énergie qu'il utilise ; elle est générée dans les combats quand il inflige des blessures, ou même dans une moindre mesure lorsqu'il prend des coups. Le guerrier et le champion sont les seules classes pouvant porter les haches, qui provoquent en comparaison avec des épées et des marteaux, bien plus de dégâts par seconde.
ÉclaireurLe scout est principalement armé d'un arc ou d'une arbalète. Un éclaireur cherche à maintenir son adversaire à distance, parce que les coups de loin sont sa plus grande force. Il ne peut porter qu'une armure de cuir et du tissu. Il utilise l'énergie nommée focalisation pour lancer ses compétences.
VoleurLe Voleur est un combattant de mêlée, qui porte comme une armure le cuir et le tissu. Ses forces sont la dissimulation et la ruse, de sorte qu'il peut faire énormément de choses sans que ses ennemis ne le voient. Classiquement, le voleur se bat avec une dague (même deux à partir du niveau 16), mais aussi d'autres armes à une main telles que des épées, il peut même utiliser des projectiles comme des couteaux et des haches de lancer. Le type d'énergie du voleur est simplement de l'énergie semblable à de l'endurance et est similaire à celle de l'éclaireur, mais de plus grandes quantités sont nécessaires pour eux afin de lancer une compétence.
MageLe mage est un maître de la prestidigitation et de la maîtrise des éléments. Contrairement aux autres classes, le mage ne peut porter qu'une armure en tissu seulement et n'est donc pas particulièrement protégé contre les attaques physiques, de sorte que le magicien recherche toujours à mettre de la distance avec ses ennemis. Il utilise généralement un bâton. Le type d'énergie du magicien est classiquement le mana.
PrêtreLe prêtre est d'abord un guérisseur et un support, mais il a aussi les sorts de dégâts utilisant l'élément de l'eau. Il est généralement qualifié de "faiseur de miracles" notamment en raison de ses compétences impressionnantes comme le fait de ressusciter ses alliés ou les rendre invincibles pendant un certain temps. Comme le magicien, le prêtre ne peut porter qu'une armure en tissu et comme type d'énergie il utilise le mana, mais il peut également utiliser des boucliers et des armes telles que la masse.
ChevalierLe chevalier est la classe de tank dans Runes of Magic et interprétée comme une sorte de fusion entre le guerrier et le prêtre. Il est comme les guerriers lourdement protégé et peut, lui, porter les armures de plaques. Le chevalier utilise comme type d'énergie le mana et a un buff comme les prêtres.
DruideIl existe deux types de Druide : Druide soigneur et le Druide d’attaque, le Druide soigneur est presque l'équivalent du prêtre chez les elfes.
SentinelleLa sentinelle est un combattant de mêlée excellent et il est considéré en tant que gardien de la nature. Il est capable de conjurer les esprits de la nature qui l'accompagnent et le soutiennent. Une de ses compétences lui permet d'invoquer un familier nommé "L'esprit du chêne" qui a comme mission de protéger son maitre, ce dernier est contrôlé par la sentinelle et peut exécuter des compétences spéciales sous ses ordres, c'est d'ailleurs son arme la plus importante avant même son épée et doit à tout prix rester en vie car L'esprit du chêne est principalement un tank, laissant la voie libre à son maitre pour s'occuper d'autre chose pendant que son familier encaisse les dégâts, ou bien au contraire l'aider en DPS l'ennemi.
ChampionIl a la possibilité de se transformer en machine de guerre pratiquement invincible qui inflige moins de dégâts mais résiste en revanche mieux aux attaques quand il est en danger. Le fait d'utiliser la magie noir ou runique pour combattre fait de lui un grand guerrier puissant ayant toujours un ressort dans son sac...
SorcierIl provoque des pouvoirs de zone (Qui touche les ennemis aux alentours) et il inflige beaucoup de dégâts. L'énergie qu'il utilise est la focalisation. Lorsqu’il a accumulé suffisamment d'énergie, il peut déclencher de puissantes malédictions, anéantir ses ennemis et rendre ses alliés plus forts.

### Double classe
L'une des caractéristiques de Runes of Magic est que le joueur développe, à la différence d'autres MMORPG, pas seulement une classe, mais deux.
Lors de la création du personnage le joueur choisit sa première classe. Au niveau 10 de celle-ci, il est possible d’en choisir une seconde.
Depuis la sortie du Chapitre 4 : Lands of Despair, il est maintenant possible de choisir une troisième classe lorsque les deux premières classes sont au niveau 20.
On ne peut pas avoir trois classes en même temps (par exemple, on ne peut pas être mage, prêtre et chevalier en même temps). On peut avoir que deux classes en même temps (comme dans les autres chapitres). La troisième classe sert à tester d'autres possibilités de classe. Depuis 2013, il est possible de posséder jusqu'à 6 classes sur son même personnage grâce à l'achat de "billet de classe supplémentaire" en boutique, mais le joueur ne peut toujours en combiner que deux à la fois.

### La maison
Chaque personnage peut avoir une maison individuelle, dans laquelle il peut mettre des mobiliers décoratifs, des coffres pour stocker des objets ou ayant des effets spéciaux, tels que des améliorations de compétences d'armes ou des bonus de tp/exp. 

Une domestique à l'intérieur permet au joueur d'avoir accès à son coffre, de visiter les maisons de ses amis. La place disponible dans la maison peut être agrandie grâce à l'achat de diamants en euros.
Il est également possible de renommer sa maison ou de refuser son entrée aux autres en mettant un mot de passe.

## Serveurs
Il existe sur Runes of Magic deux sortes de serveurs : les serveurs PvE et les serveurs PvP.

Sur les serveurs PvE le joueur ne peut obtenir de réputation, et ne peut attaquer les autres joueurs qu'en duel, en guerre de guilde ou encore si la cible et le joueur sont en mode PK. Il est impossible de perdre d'équipements en cas de mort dans ces divers cas. De même qu'en arènes.

Sur les serveurs PvP, il peut tuer n'importe qui et cela procure de la réputation. Cette réputation, bonne ou mauvaise, octroie alors bonus ou malus. Attention, il y a aussi des risques de perdre son équipement après activation du mode PK, à part en arènes ou en guerres de guilde !

## Guerre de Guilde
Les Guerres de Guilde sont des combats de guilde de différents serveurs. Le but est de reprendre toutes les tours de l'adversaire et d'aller capturer le cristal d'honneur dans le château de la guilde adverse.
Malheureusement, cet aspect du jeu souffre d'un manque de cadrage : un grand nombre de guildes use de bug-exploits, tout à fait impunément puisque les reports au service d'assistance du jeu restent sans effet.